# Seiichiro Okuno
Seiichiro Okuno (Fukui, 26 juli 1974) is een voormalig Japans voetballer.

## Carrière
Seiichiro Okuno speelde tussen 1993 en 2006 voor Yokohama Flügels en Omiya Ardija.